# James William Marshall
James William Marshall (Wilson, 14 agosto 1822 – Washington, 5 febbraio 1910) è stato un politico statunitense, 24º direttore generale delle poste degli Stati Uniti d'America durante la presidenza di Ulysses S. Grant.
Si laureò al Dickinson College nel 1848 e divenne in seguito professore di Lingue Antiche, posizione che mantenne fino allo scoppio della guerra civile americana, quando il presidente Abramo Lincoln lo nominò console a Leeds.
Dopo quattro anni in quel ruolo il presidente Grant lo richiamò in patria (1869) per diventare il primo assistente del direttore generale delle Poste. Marshall ricoprì quel ruolo fino alla chiusura dell'amministrazione, a parte un breve periodo nel 1874, in cui fu direttore generale ad interim fra le dimissioni di Creswell e la nomina di Jewell.
Alla fine della presidenza Grant, Marshall divenne soprintendente generale del Servizio Postale Ferroviario.